# 점대점 터널링 프로토콜
점대점 터널링 프로토콜, 포인트 투 포인트 터널링 프로토콜(Point-to-Point Tunneling Protocol, PPTP), 점대점 터널링 통신 규약은 가상사설망 구현을 위한 구식 방식이다. PPTP는 잘 알려진 보안 문제들이 다수 있다.
PPTP는 TCP 컨트롤 채널과 일반 라우팅 캡슐화 터널을 사용하여 PPP 패킷을 캡슐화한다. 현대의 수많은 VPN들은 다양한 형태의 UDP를 사용하여 이와 같은 기능을 한다.
PPTP 사양은 암호화나 인증 기능을 기술하지 않으며 보안 기능을 구현하기 위해 터널링되는 점대점 프로토콜에 의존한다.
마이크로소프트 윈도우 제품 계열에 있는 PPTP 구현체는 다양한 수준의 인증과 암호화를 네이티브로 구현하며, 이는 윈도우 PPTP 스택의 표준 기능이다. 이 프로토콜의 의도된 용도는 일반 VPN 제품과 견줄만한 보안 수준과 원격 접근 수준을 제공하는 것이다.

## 역사
PPTP의 사양은 1999년 7월 RFC 2637로 출판되었으며 마이크로소프트, 어센드 커뮤니케이션스(오늘날 노키아의 일부), 쓰리콤 등이 창설한 벤더 컨소시엄에 의해 개발되었다.
PPTP는 국제 인터넷 표준화 기구에 의해 표준으로서 제안되거나 승격되지 않았다.

## 같이 보기
- IPsec
- 오픈VPN